# Janti (Jogo Roto)
Janti is een bestuurslaag in het regentschap Jombang van de provincie Oost-Java, Indonesië. Janti telt 5869 inwoners (volkstelling 2010).